# Jesenské (district de Rimavská Sobota)
Pour les articles homonymes, voir Jesenské.
Jesenské (hongrois : Feled) est un village de Slovaquie situé dans la région de Banská Bystrica.

## Histoire
La première mention écrite du village date de 1274.
La localité fut annexée par la Hongrie après le premier arbitrage de Vienne le 2 novembre 1938. En 1938, on comptait 1 330 habitants dont 85 d'origine juive. Elle faisait partie du district de Rimavská Sobota (hongrois : Rimaszombati járás). Le nom de la localité avant la Seconde Guerre mondiale était Feledince/Feled. Durant la période 1938 - 1945, le nom hongrois Feled était d'usage. À la libération, la commune a été réintégrée dans la Tchécoslovaquie reconstituée.

## Démographie

### Évolution de la population
| Année:               | 1994. | 2004.   | 2014.   | 2024.   |
| -------------------- | ----- | ------- | ------- | ------- |
| Nombre de personnes: | 2241  | 2281    | 2236    | 2351    |
| Différence:          |       | +1,78 % | -1,97 % | +5,14 % |

| Année:               | 2023. | 2024.   |
| -------------------- | ----- | ------- |
| Nombre de personnes: | 2352  | 2351    |
| Différence:          |       | -0,04 % |